# LNFA 2008
La temporada 2008 de la Liga Nacional de Fútbol Americano celebró su edición XIV, en la que L'Hospitalet Pioners se proclamó campeón al derrotar a Valencia Firebats en la final, a la que los valencianos llegaban por tercer año consecutivo, mientras que los catalanes llegaban por quinta vez en los últimos seis años.
Pioners también ganó el título de Copa, en su edición XIII, por lo que hizo "doblete" en las competiciones más importantes del año.

## Temporada regular
La clasificación final de la temporada regular 2008 en la Liga Nacional de Fútbol Americano (LNFA) fue la siguiente:
| Puesto | Equipo               | Ganados | Perdidos | Dif. marcadores |                        |
| ------ | -------------------- | ------- | -------- | --------------- | ---------------------- |
| #1     | L'Hospitalet Pioners | 8       | 0        | +315            | Playoffs por el título |
| #2     | Valencia Firebats    | 7       | 1        | +158            | Playoffs por el título |
| #3     | Rivas Osos           | 6       | 2        | +225            | Playoffs por el título |
| #4     | Badalona Dracs       | 5       | 3        | +147            | Playoffs por el título |
| #5     | Gijón Mariners       | 4       | 4        | -117            |                        |
| #6     | Barcelona Búfals     | 3       | 5        | -5              |                        |
| #7     | Granada Lions        | 2       | 6        | -306            |                        |
| #8     | Sevilla Linces       | 1       | 7        | -187            |                        |
| #9     | Barcelona Uroloki    | 0       | 8        | -220            |                        |

## Play-offs
|  | Semifinales | Semifinales          | Semifinales       |                   |                      | Final                | Final | Final |  |
|  |             |                      |                   |                   |                      |                      |       |       |  |
|  |             |                      |                   |                   |                      |                      |       |       |  |
|  | #1          | L'Hospitalet Pioners | 21                |                   |                      |                      |       |       |  |
|  | #1          | L'Hospitalet Pioners | 21                |                   |                      |                      |       |       |  |
|  | #4          | Badalona Dracs       | 0                 |                   |                      |                      |       |       |  |
|  | #4          | Badalona Dracs       | 0                 |                   | L'Hospitalet Pioners | L'Hospitalet Pioners | 36    |       |  |
|  |             |                      |                   |                   | L'Hospitalet Pioners | L'Hospitalet Pioners | 36    |       |  |
|  |             |                      | Valencia Firebats | Valencia Firebats | 17                   |                      |       |       |  |
|  | #2          | Valencia Firebats    | Valencia Firebats | Valencia Firebats | 17                   | 21                   |       |       |  |
|  | #2          | Valencia Firebats    |                   |                   |                      | 21                   |       |       |  |
|  | #3          | Rivas Osos           | 15                |                   |                      |                      |       |       |  |
|  | #3          | Rivas Osos           | 15                |                   |                      |                      |       |       |  |
|  |             |                      |                   |                   |                      |                      |       |       |  |

## Datos de la final
| Fecha                      | Campeón              | Subcampeón        | Resultado | Estadio                        | Balón             |
| -------------------------- | -------------------- | ----------------- | --------- | ------------------------------ | ----------------- |
| 24 de mayo de 2008 (18.00) | L'Hospitalet Pioners | Valencia Firebats | 36-17     | Estadio Olímpico de La Cartuja | Wilson "The Duke" |

- Datos: Q5961660